# Gleba

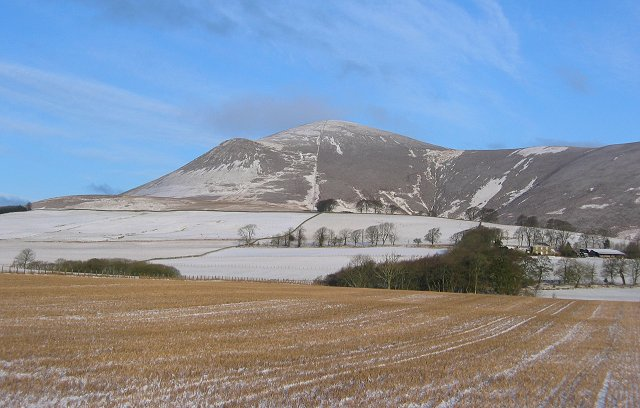
En primer plano, sembrado en tierra de cultivo. Al fondo, montañas sin tierra arable, por distintas dificultades para esa consideración (inexistencia de suelo, exceso de pendiente, temperaturas inadecuadas, etc.)

Tierra arable, tierra de cultivo, tierra de sembradura, tierra de labor, tierra de labranza, gleba o labrantío, son expresiones que designan la tierra que puede ser usada para la agricultura, sea de hecho cultivada (arar, labrar, sembrar) o no. La FAO la define como la que se dedica a cultivos anuales (plantas anuales: cereales, patatas, legumbres, verduras, cultivos industriales como el algodón o el tabaco, etc.), distinguiéndola de otros conceptos, como la tierra dedicada a cultivos permanentes (viñedos, olivares, frutales, etc.) y la tierra de pastos (aplicable a la ganadería extensiva). Los dos primeros conceptos son denominados tierra cultivable, mientras que el conjunto de los tres se denomina "tierra agrícola" -a pesar de lo impropio del término, pues suma usos agrícolas y ganaderos, identificando lo "agrícola" con lo "agropecuario" o "agrario"-.
David Ricardo (1772 - 1823)  incorporó la idea de tierra arable en la teoría económica, como uno de los tres factores de producción clásicos -véase tierra (economía)-, junto al capital y al trabajo.
Los principales requisitos para la consideración de una tierra como propia para el cultivo son la existencia de un suelo de características adecuadas y de un clima con temperatura y precipitaciones compatibles con el desarrollo de algún tipo de cultivo. Otras consideraciones importantes son las posibilidades de acceso, transporte y mecanización. Las deficiencias de suelo y clima pueden, en algunos casos, ser mejoradas artificialmente mediante distintos recursos (abonado, desalinización, encalado -añadiendo al suelo los componentes deseados o eliminando los indeseados-; drenaje o regadío -según haya exceso o defecto de agua-; cultivos de invernadero o, en casos extremos, hidropónicos).

## Pérdida de tierra arable

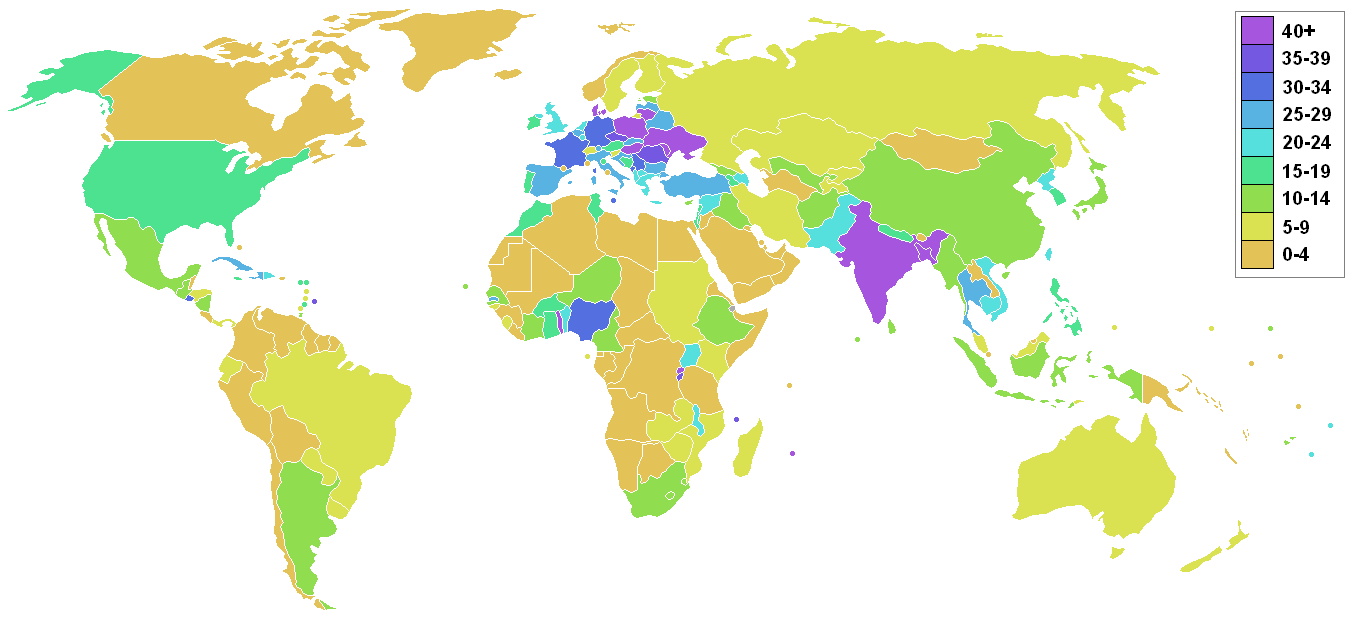
Porcentaje de tierra arable por país.

En el planeta Tierra, de 148.000.000 km² de superficie emergida ("tierra" por oposición al "mar"), más de 31.000.000 de km² son tierra arable; sin embargo, esa cifra está en rápida disminución, especialmente como consecuencia de la erosión, en una cantidad que puede estimarse en 100.000 km² por año.[cita requerida] Uno de los elementos mayores de pérdida de tierras es la deforestación por intervención humana, que se ha producido a lo largo de toda la historia, y se ha intensificado desde la revolución neolítica y sobre todo con la revolución industrial. En la actualidad la deforestación continúa especialmente en países tropicales por sobreexplotación comercial de los bosques tropicales o por sistemas de explotación agropecuaria inadecuados, como el de "tala y quema". Tan grave y extrema puede ser la deforestación que puede activar la desertificación, o pérdida absoluta del suelo, y con ello la imposibilidad de la existencia de tierra arable.
Una menor, pero importante, pérdida de tierra arable es la que se produce como consecuencia de la eliminación de las inundaciones que de forma natural enriquecen con sus sedimentos a buena parte de la tierra arable del mundo, la que está próxima a los más grandes ríos (Nilo, Misisipi, Tigris, Éufrates, Amarillo, Amazonas, Ganges, Paraná, Rin, etc.) 
Generalmente, las más productivas porciones de tierra arable es donde quedan los sedimentos dejados por los ríos, y el mar en tiempos geológicos. Actualmente, los ríos no inundan las tierras de agricultura, debido a las demandas urbanas de control de crecidas para soportar más poblaciones costeras, y agriculturas intensivas en esas áreas populosas, en los valles de inundación ribereños. 
El Nilo continúa inundando regularmente, sobrevertiendo en sus bancos. Cuando cesa la crecida, el agua retrocede, dejando atrás limos ricos en materia orgánica, y excelente fertilizante para los cultivos. Si la tierra es sobreexplotada, y sus nutrientes se extraen del suelo, sin reposición, la tierra puede refertilizarse cuando nuevos depósitos de limo arriban siguiendo las crecidas. Los proyectos de control de inundaciones en la región, como los taludes, pueden incrementar el confort humano, pero causar impacto sustancial adverso a la cantidad y calidad de la tierra arable.

## Tierra no arable
Las tierras no aptas para un manejo arable, usualmente tienen al menos una de las siguientes deficiencias: 
- sin agua dulce
- muy caluroso (desierto)
- muy frío (Ártico)
- muy rocoso
- muy montañoso
- muy salitroso
- muy lluvioso
- muy nivoso
- muy polucionado
- muy desnutrido.

Las nubes pueden bloquear el paso de luz solar a las plantas para la fotosíntesis (luz en alimento), reduciendo la productividad. Las plantas sufren sin luz. La inanición y el nomadismo con frecuencia existe en tierras arables marginales. A la tierra no arable se la suele llamar tierra residual, miscelánea, tierra sin vida.
Hay posibilidades técnicas de convertir tierra no arable en arable. Para países con inanición los puede hacer más autosuficientes y políticamente independientes, debido a reducir la importación de alimentos. Para transformar la tierra no arable puede necesitarse realizar embalses, canales de riego, acueductos, plantas de desalinización, plantado de vegetación (ej. árbol]]es) en los desierto, hidroponía, fertilizantes, pesticidas, procesadores de agua por ósmosis inversa, aislamiento con filme de PET u otros aislantes contra calor-frío, taludes de protección antiviento, invernaderos con iluminación y calefacción, para proteger de heladas, y dar luz en áreas nubosas. Estos procesos son extremadamente caros.
Algunos ejemplos de infértiles tierras no arables, transformadas en fértiles arables: 
- Islas Aran: estas islas en la costa oeste de Irlanda, eran insostenibles para agricultura, debido a la gran cantidad de rocas en el suelo. Sus habitantes la cubrieron con una delgada capa de pastos y arena del mar; haciéndola arable. Actualmente, crecen los cultivos.
- Israel: sus tierras primariamente consistían en desierto arenoso, hasta la construcción de plantas de desalinización a lo largo de sus costas. Esas plantas, que quitan la sal del agua marina, han creado una nueva fuente de agua para la agricultura, para beber, etc..
- Tala y quema: la agricultura usa los nutrientes de las cenizas de madera, pero desaparecen en pocos años.

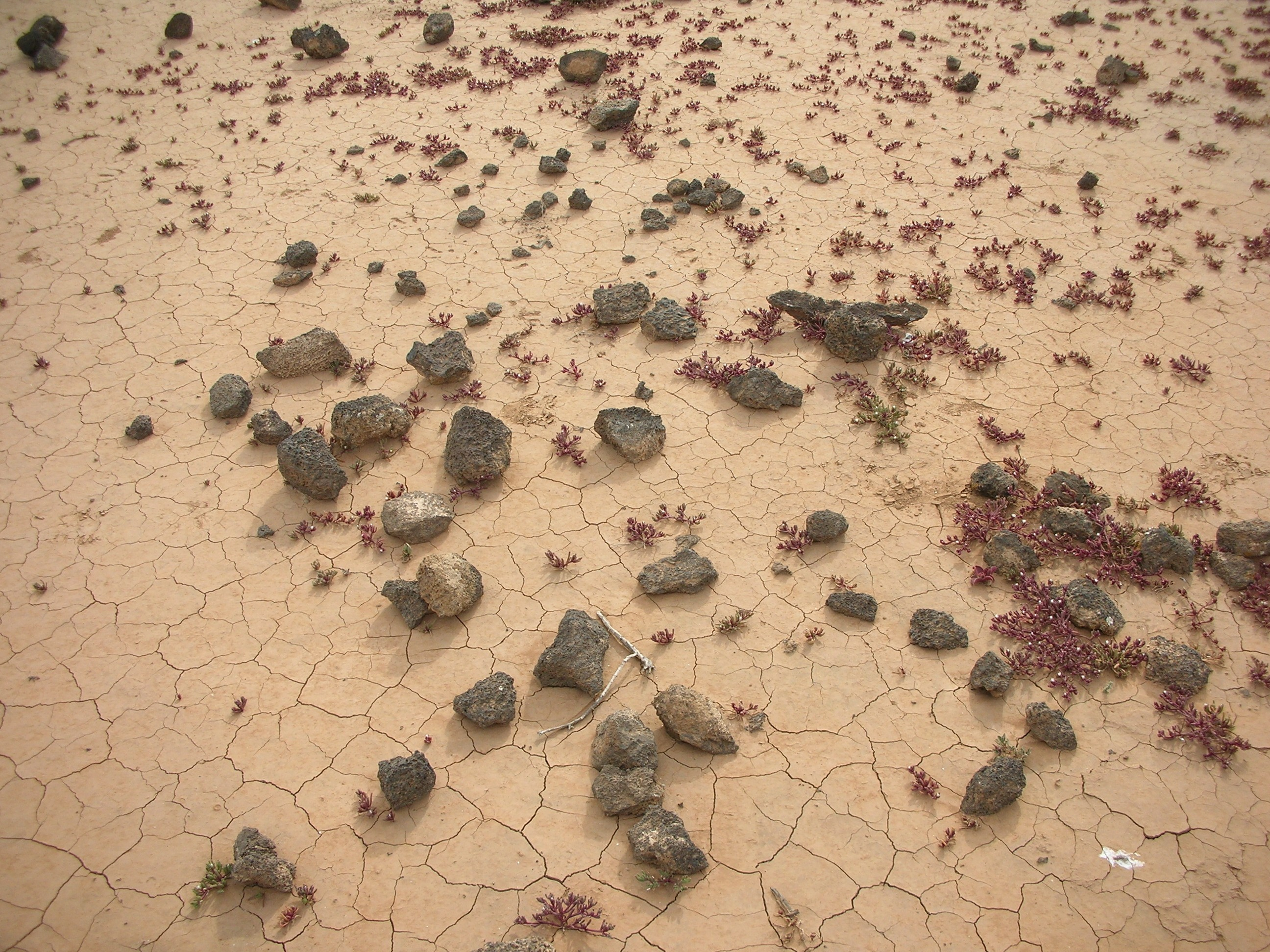
Desertificación en la isla de Lobos

Algunos ejemplos de fértiles tierras arables convertidas en infértiles: 
- Sequías como la Dust Bowl en la Gran Depresión en EE. UU. tornaron los campos del oeste estadounidense en desiertos. Exacta conducta en el oeste de la provincia de la Pampa al comienzo del "Hemiciclo Seco" 1920s
- Deforestación de selvas: las fértiles selvas tropicales con la deforestación pasan a tierras desérticas infértiles. La región central alta de Madagascar se ha convertido virtualmente en totalmente estéril (cerca del 10 % del país),[cita requerida] a resultas de tala y quema, un elemento de la agricultura itinerante practicada por muchos originarios.
- La destrucción por los romanos de Cartago: al finalizar las guerras púnicas. La leyenda dice que los victoriosos romanos salaron las tierras, tanto para simbolizar su total victoria, como para impedir que sus enemigos usaran esas tierras, y en Cartago nunca más creció nada - muriendo su civilización. (Si ocurrió aquello, es actualmente debatible, por la logística que pudo ser necesaria. La sal era muy cara, tanto que se usaba de moneda, y haría falta muchísima para arruinar una extensión tan grande. Muchos cultivos no crecen en suelo salino. Consecuentemente, el agua salina no puede usarse, sin tratarse, como agua de riego.
- Cada año, tierras arables se pierden por desertificación y erosión debido a las actividades industriales. El riego inadecuado puede elevar contenidos de sodio, calcio, magnesio del suelo a la superficie. Este proceso concentra sales en la zona de las raíces, disminuyendo la productividad de los cultivos que no sean tolerantes a la sal.
- Extensión urbana: en EE. UU, 8.900 km² (890.000 ha) de tierras se añadieron a las áreas urbanas, entre 1992 y 2002, con mucha de esa tierra pavimentada.